# Haegen

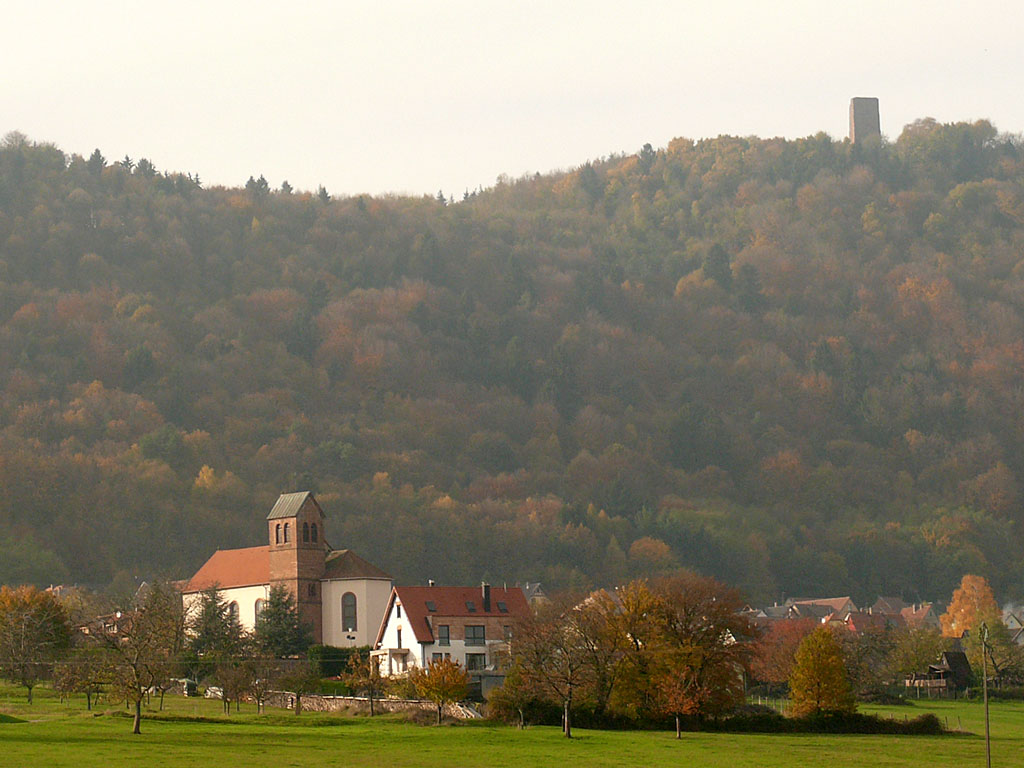
Blick auf Haegen

Haegen (deutsch Hagen) ist eine französische Gemeinde mit 652 Einwohnern (Stand 1. Januar 2021) im Département Bas-Rhin in der Region Grand Est (bis 2015 Elsass). Sie gehört zum Arrondissement Saverne und zum Kanton Saverne.
Die Nachbargemeinden sind Saverne und Gottenhouse im Nordosten und Thal-Marmoutier und Reinhardsmunster im Südosten. Im Westen grenzt Haegen an die Region Lothringen.
Haegen ist zugleich einer der Grenzorte des alemannischen Dialektraums.

## Geschichte

### Wallfahrtsort
Das Dorf Haegen bleibt bis zum heutigen Tag ein dem heiligen Quirinus von Neuss gewidmeter Wallfahrtsort in der Nähe einer heilenden Quelle. Das dortige Gotteshaus ist ursprünglich eine Matthäuskirche mit einem dem heiligen Quirinus gewidmeten Oratorium, wo eine Statue des Heiligen zum Zweck der Wallfahrt steht. In Urkunden des 12. Jahrhunderts galt die Pfarrkirche als Quirinuskirche.

#### Vorgeschichte und geopolitische Faktoren
Hagen hing im Weltlichen von dem Bistum Metz und im Geistlichen von der Abtei Maursmünster (Marmoutier auf Französisch) unter der Obhut des Straßburger Bischofs.
Im Ursprung der Hagener Sankt-Quirinus-Wallfahrt steht ein legendäres Ereignis, das das kleine Dorf mit der Geschichte von den zwei mächtigen Bistümern Metz und Straßburg, der Papstwahl von Leo IX. und dem Wallfahrtsort von Neuss verbindet.
Nach mehrmaligen verheerenden Bränden oder Belagerungen musste 828 die Abtei Maursmünster und besonders die Abteikirche im Auftrag des Bischofs Drogo von Metz neu errichtet werden. Bei der Kirchweihe wurde das Gotteshaus den heiligen Coelestis und Auctor unterstellt, jeweils dem zweiten und dreizehnten Bischof von Metz, und mit deren Reliquien beschenkt.
Die Abtei Maursmünster besaß beiderseits der niedervogesischen Gipfel viele kleine Territorien als Stammlehen oder infolge von Schenkungen weltlicher Herren. Dazu gehörte das extrem bewaldete Land mit der Einsiedelei „Godelsadis“ zwischen den Quellflüssen der Saar (der roten und der weißen Saar) im Norden des Donon-Massivs in der Grafschaft Dagsburg, das 966 vom Grafen Ludwig von Dagsburg der elsässischen Abtei geschenkt wurde. 1049 kam Gepa, die Schwester von Papst Leo IX., von Rom zurück, wo sie der Krönung ihres Bruders beigewohnt hatte. Leo IX. hatte ihr die Reliquien des Tribuns und Märtyrers Sankt Quirinus anvertraut, damit sie sie in ihrem Kloster in Neuss aufbewahren konnte. Das Maultier, das die Reliquien trug, blieb aber an einem Platz stehen und wollte nicht weiter. An dem Ort wurde eine Quirinus-Kapelle errichtet und der Weiler Godelsadis bekam den Namen Saint-Quirin. Der Körper des Heiligen blieb im dagsburgischen Land, während Gepa allein mit dem Haupt des Märtyrers weiter nach Neuss zog, um seit dem 11. Jahrhundert die dortige Wallfahrt und die Reliquienprozession zu gründen. Sie ließ eine Nonne im Priorat Saint-Quirin zurück, damit sie auf die Reliquien aufpassen konnten. Nach ihrem Tod sandte die Abtei Maursmünster einen Mönch zum Priorat, aber der tief im Wald abgelegene Mittelgebirgsort schreckte ihn ab, ohne regelmäßige Versorgung länger an diesem vom Elsass schwer erreichbaren Wallfahrtsort zu verweilen. Er verließ das Priorat mit den Reliquien und kehrte nach Maursmünster zurück. Als Seuchen und Epidemien ausbrachen, glaubten die Einheimischen, dies ginge auf den Verlust der Reliquien zurück. Sie wandten sich an den Grafen von Dagsburg, der sich entschied, das Priorat so zu beschenken, um das Leben der für die Verwaltung der Wallfahrt verantwortlichen Brüder zu erleichtern. Dies geschah unter der Bedingung, dass die Reliquien nach Saint-Quirin zurückkommen würden.

#### Entstehung der Wallfahrt in Hagen
Der Abt von Maursmünster räumte ein, dass die Reliquien von Quirinus nicht in der Abteikirche bleiben mussten, weil sie vielleicht die dortige Verehrung der heiligen Coelestis und Auctor in den Hintergrund treten lassen konnten. Es wurde daraufhin entschieden, die Quirinusreliquien in der Pfarrkirche von Hagen aufzubewahren. Doch als der Graf von Dagsburg sich verpflichtete, den Wallfahrtsort von Saint-Quirin besser zu organisieren und finanziell zu unterstützen, willigte der Abt in eine Rückkehr der heiligen Überreste nach Saint-Quirin ein. Während der offiziellen Zeremonie für die Reliquientranslation brach eine Quelle an der Stelle hervor, wo man den Schrein hingestellt hat. Dieses Wunder ließ eine Wallfahrt im Rahmen der heilenden Quelle entstehen. Ein Oratorium wurde über der Quelle errichtet und ein Altar in der Pfarrkirche aufgestellt. In beiden Gebäuden steht eine Statue des Heiligen. Am Gedenktag des Quirinus kamen nach und nach immer mehr Pilger aus dem oberrheinischen Raum (Rheinland, Baden, Elsass, Ost-Lothringen) nach Hagen. Es ist schriftlich nicht belegt, ob Hagen einen Teil von den Reliquien bekam oder ob sich die Wallfahrt nur auf die wunderwirkende Quelle einschränkte. Dagegen steht es fest, dass die Pfarrkirche durch die Schenkung des Maursmünsterer Benediktiners und Pfarrers von Saint-Quirin, Dom Edmond Herb, die zweite Phalanx des Daumens im Jahre 1782 erhielt.
Quirinus gehört zu den Thaumaturgen und sollte besonders Skrofulosen heilen, aber auch die Pest und andere Geschwulstformen. Dabei bleibt unklar, ob nicht eine Verwechslung mit dem Quirinus von Tegernsee vorliegt. Letzterer sollte allein die Skrofulosen heilen können. Der Wuntertäter Quirinus von Neuss war seinerseits auch für den Schutz der Pferde bekannt.

### Burgen Geroldseck

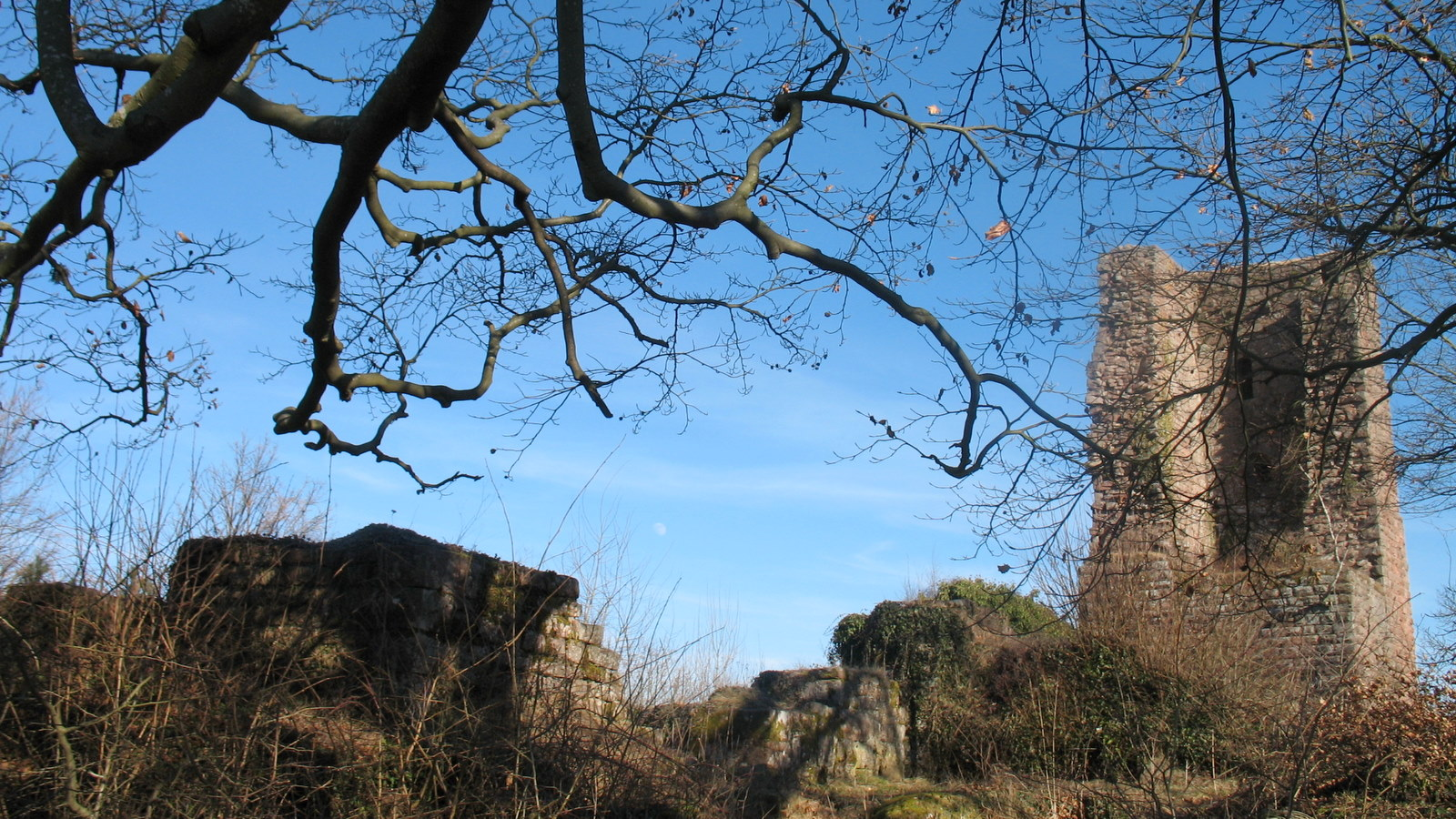
Groß-Geroldseck

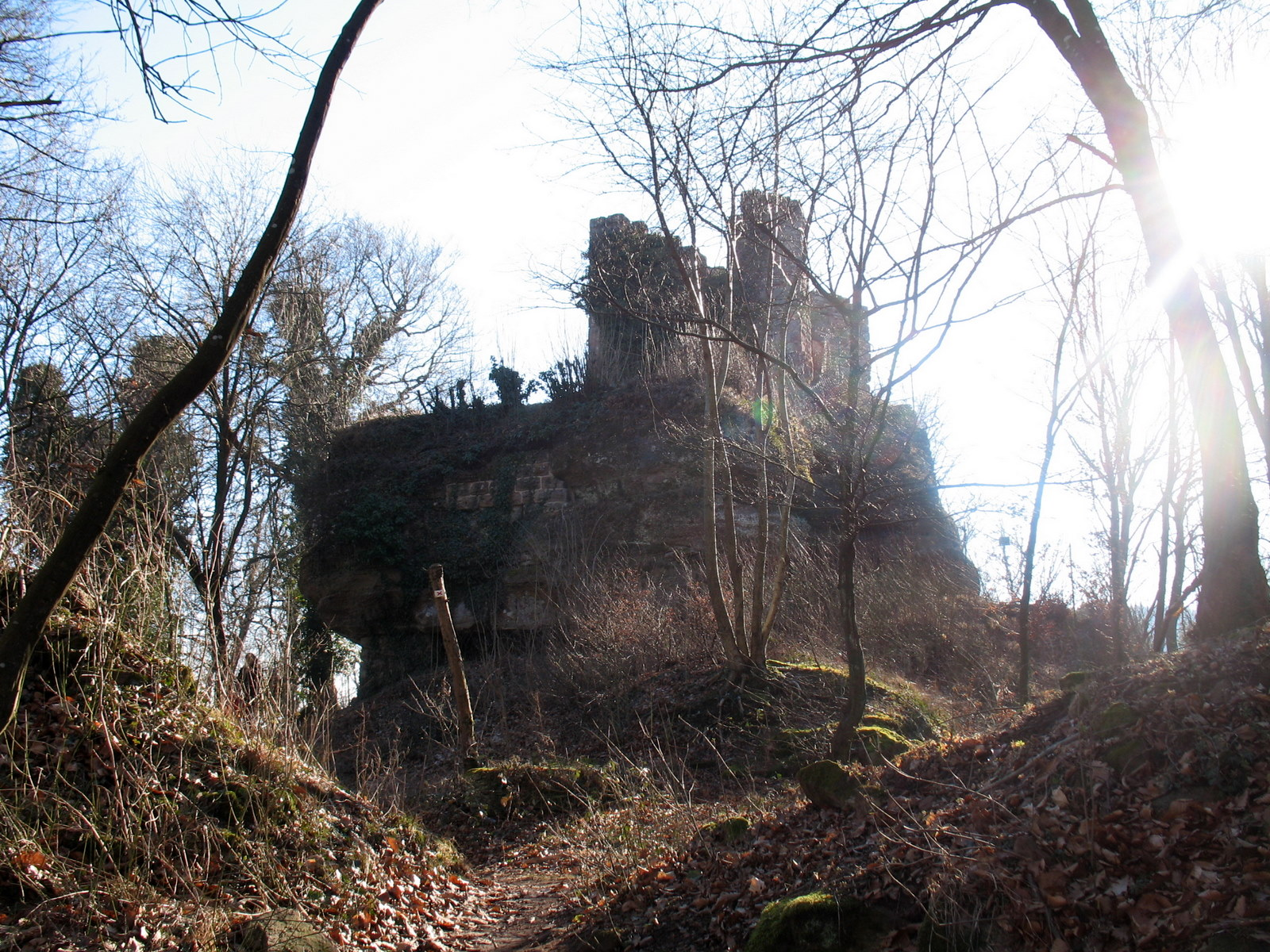
Klein-Geroldseck

In der Gemarkung von Haegen liegen zwei mittelalterliche Burgen, heute Ruinen:
- Groß-Geroldseck (französisch: Château du Grand-Geroldseck) aus dem 12. Jahrhundert und
- Klein-Geroldseck (französisch: Château du Petit-Geroldseck) aus dem 14. Jahrhundert.

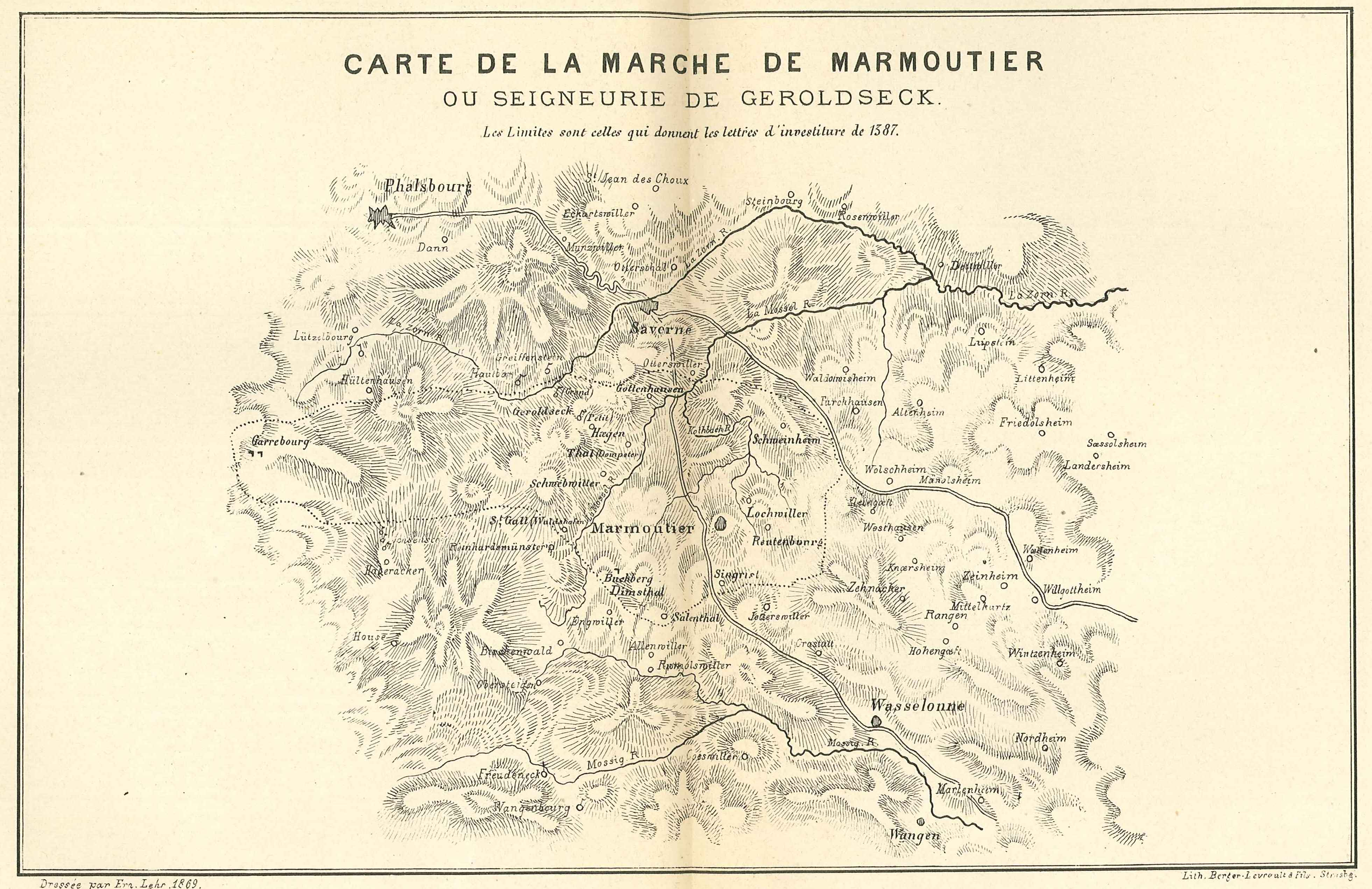
Karte der Herrschaft von Geroldseck

Beide Burgen wurden zum Schutz der Mark von Maursmünster mit ihrer reichsunmittelbaren Abtei errichtet. Die Herren von Geroldseck dienten anfangs als Burg- und Klostervogt im Namen des hiesigen Landesherrn, des Bischofs von Metz. Die Herrschaft von Geroldseck, genannt „am Wasichen“, um sie vom Familienzweig von Hohengeroldseck in der Ortenau zu unterscheiden, bestand aus dreizehn Dörfern bzw. Weilern und den zwei genannten Burgen, wo sich die verschiedenen Familienmitglieder aufhielten. Der Kleinadel von Geroldseck erlosch am Ende des 14. Jahrhunderts, als Vollmar ohne männlichen Nachkommen verstarb. Aus den verschiedenen Zweigen ist Johann von Geroldseck zu nennen, der die Herrschaft von Steinzel (heute Niederstinzel im Departement Moselle) erwarb. Die dortige Burgruine heißt ebenfalls Burg Geroldseck oder Geroldseck-sur-Sarre. Die Herrschaft von Geroldseck kam in die Hände sukzessiver niederelsässischer Adelshäuser: Wangen, Rappoltstein, Landsberg.

#### Mittelalter
Die Burgen Geroldseck gehörten zur Herrschaft Ochsenstein. Als die Familie derer von Ochsenstein im Mannesstamm mit Georg von Ochsenstein 1485 ausstarb, gelangte das Erbe über dessen Schwester an die Grafen von Zweibrücken-Bitsch.
Vor ihrer endgültigen Belagerung und der darauffolgenden Zerstörung beherbergte die Burg Groß-Geroldseck Raubritter, die besonders gegen die Metzer und lothringischen Landesherren gewütet haben.

### Neuzeit
1570 kam es zu einem weiteren Erbfall, der die Burgen Geroldseck zur Grafschaft Hanau-Lichtenberg brachte: Graf Jakob von Zweibrücken-Bitsch (* 1510; † 1570) und sein schon 1540 verstorbener Bruder Simon V. Wecker hinterließen nur jeweils eine Tochter als Erbin. Die Tochter des Grafen Jakob, Margarethe (* 1540; † 1569), war mit Philipp V. von Hanau-Lichtenberg (* 1541; † 1599) verheiratet. Zu dem sich aus dieser Konstellation ergebenden Erbe zählte auch die Herrschaft Ochsenstein. In der Verwaltungsstruktur der Grafschaft Hanau-Lichtenberg wurden die Burgen Geroldseck dem Amt Westhofen zugeschlagen. Philipp V. von Hanau-Lichtenberg führte in den ererbten Gebieten sofort die Reformation durch, die wie sein übriges Herrschaftsgebiet nun lutherisch wurden.
Mit der Reunionspolitik Frankreichs unter König Ludwig XIV. kamen das Amt Westhofen und die Burgen Geroldseck unter französische Oberhoheit. Im 18. Jahrhundert gehörten sie dann nicht mehr zum Amt Westhofen, das nach dem Tod des letzten Hanauer Grafen, Johann Reinhard III., 1736 an den Sohn seiner einzigen Tochter, Charlotte, den Erbprinzen und späteren Landgrafen Ludwig (IX.) von Hessen-Darmstadt fiel.

## Bevölkerungsentwicklung
| 1962 | 1968 | 1975 | 1982 | 1990 | 1999 | 2006 | 2012 | 2017 |
| ---- | ---- | ---- | ---- | ---- | ---- | ---- | ---- | ---- |
| 493  | 502  | 512  | 511  | 569  | 627  | 636  | 657  | 677  |